# El mundo sin Xóchitl
El mundo sin Xóchitl es una novela del escritor peruano Miguel Gutiérrez, publicada en 2001.

## Argumento
La novela es presentada como las memorias de Wenceslao A. O., un hombre que se acerca a la vejez y recuerda el único periodo feliz de su vida: el amor que vivió en su niñez y preadolescencia con su hermana Xóchitl. Sin embargo, este amor incestuoso no es evocado por Wenceslao como un pecado o un hecho sórdido; pues para ambos hermanos fue un sentimiento puro del que no se sentían culpables. Es así que la novela ha sido calificada como "la historia de un incesto feliz".
Los hechos narrados en la novela ocurren en el departamento de Piura, de donde es originario Miguel Gutiérrez.